# Campagne in Britannia di Agricola
Le campagne in Britannia di Agricola costituiscono gli anni di guerra condotti negli anni 78-84 circa, contro le popolazioni britanniche di Ordovici, Briganti e Caledoni.

## Contesto storico
L'impero dei Flavi era cominciato quasi un quindicennio prima con Vespasiano. A questi era succeduto il figlio maggiore, Tito, morto prematuramente nell'81, e poi il fratello minore, Domiziano. Quest'ultimo adottò una politica estera estremamente aggressiva soprattutto in Occidente, cominciando tutta una serie di guerre lungo i confini imperiali a partire dalla Britannia, evidentemente per renderne più sicure le sue frontiere, ma anche alla ricerca di glorie militari.

### Preludio alla guerra
A partire dalla prima spedizione di Cesare in Britannia degli anni 55 e 54 a.C.  e poi con l'inizio della sua conquista, avvenuta sotto l'imperatore Claudio a partire dal 43, l'avanzata nell'isola era continuata da oltre un trentennio, in modo lento ma inesorabile, pur se con qualche sosta (rivolta di Boudicca). Durante il principato dei Flavi lo spirito di conquista che caratterizzò soprattutto il I secolo dell'impero romano, pose il problema se da un punto di vista strategico non fosse stato opportuno portare il dominio romano all'intera isola, annettendo così i territori dell'attuale Scozia e Galles.

### Forze in campo
L'armata che Gneo Giulio Agricola, governatore della Britannia al tempo dell'imperatore romano Domiziano, riuscì a radunare era composta da numerose unità ausiliarie delle province limitrofe, ma anche delle:
- legioni II Adiutrix, II Augusta, IX Hispana e XX Valeria Victrix[2]

Il totale delle forze messe in campo dall'impero romano potrebbe essersi aggirato attorno ai 40 000 armati, di cui 20 000 legionari e 20 000 ausiliari.

## Guerra

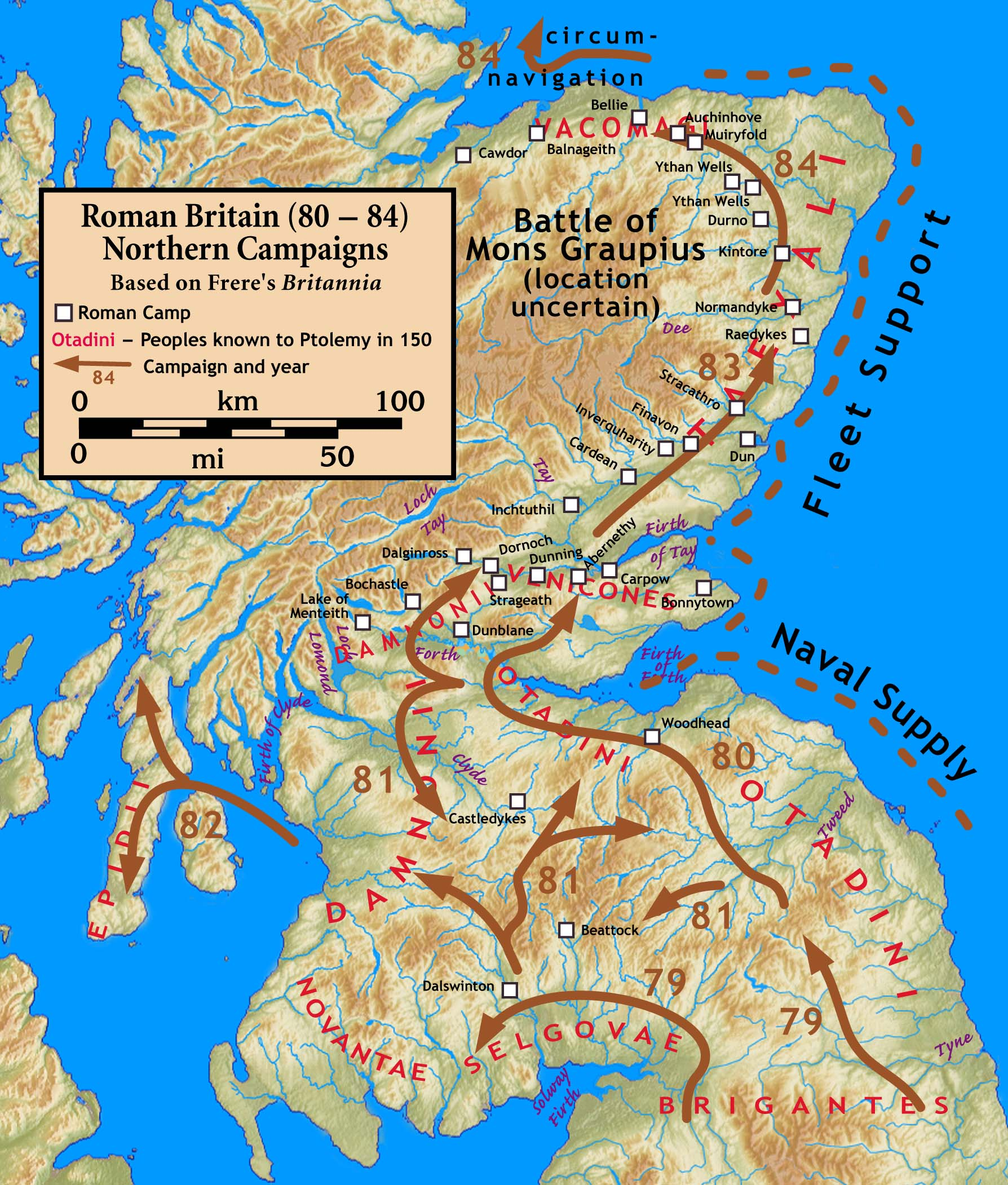
Le campagne di Agricola in Caledonia, dal 79 all'84.

Fu con l'arrivo del nuovo governatore della Britannia, Gneo Giulio Agricola, suocero dello storico Tacito, che ebbe inizio una serie di ben sette campagne militari nel Galles e nella Scozia attuali.
78Agricola appena divenuto governatore, mosse guerra verso occidente, sconfiggendo per primi il popolo degli Ordovici (tribù del Galles settentrionale), che poco prima dell'arrivo del generale romano avevano annientato un contingente di cavalleria ausiliaria. Al termine di queste prime operazioni decise di allestire una flotta e di sottomettere nuovamente l'isola di Mona (Anglesey) che si trovava poco distante dalle coste appena occupate. La piccola isola, dopo essere stata conquistata da Svetonio Paolino nel 61, era però stata perduta ad opera dei Britanni poco tempo più tardi.
Agricola si guadagnò anche una buona fama come amministratore oltre che come comandante militare, combattendo la corruzione. Potenziò la romanizzazione tra i Briganti dell'attuale Inghilterra settentrionale, ed incoraggiò la costruzione di città sul modello di quelle romane e fece educare i figli dei nativi secondo i costumi romani.
79Agricola nel corso di quest'anno avanzò fino all'estuario del fiume Tay (Taus) e costruì alcuni forti militari lungo probabilmente la linea del Gask Ridge, battendo le popolazioni dei Veniconi (Venicones)..
80Agricola indirizzò la sua azione militare a consolidare la linea fortificata nella Scozia centrale, tra i fiumi Clyde (Clota) o Forth (Bodotria), aumentando i praesidia presso tale linea di confine.
81Le armate romane procedettero a consolidare le conquiste dell'anno precedente soprattutto nel sud-ovest della Scozia, battendo più volte le armate nemiche dei Novanti (Novantae) e dei Damnoni. Ed ancora Agricola attraversò il mare e sconfisse popoli fino ad allora sconosciuti ai Romani. Questo dice Tacito, che però non specifica quale mare il suocero abbia attraversato: molti studiosi hanno ipotizzato che si tratti del Clyde o Forth. Tuttavia va notato che la restante parte del capitolo riguarda esclusivamente l'Irlanda. Agricola fortificò la costa britannica che guardava verso l'Irlanda e Tacito ricorda che il suocero diceva spesso che quest'isola poteva essere conquistata con una sola legione e poche truppe ausiliarie. Egli aveva anche dato rifugio a un re irlandese transfugo e si potrebbe pensare che egli l'abbia potuto usare come scusa per attaccare e conquistare l'Irlanda. La conquista non ci fu mai, ma alcuni storici pensano che la traversata e lo scontro con popoli sconosciuti ai Romani di cui parla Tacito si riferiscano a una qualche spedizione punitiva o esplorativa di Agricola in Irlanda. A supportare quest'ipotesi ci potrebbe essere una tradizione irlandese che narra di un leggendario re supremo, Tuathal Teachtmhar, esiliato da ragazzo dall'Irlanda, il quale in seguito tornò dalla Britannia alla testa di un esercito per reclamare il trono. La data tradizionale di questo evento si colloca negli anni compresi tra il 76 e l'80. Inoltre, l'archeologia ha portato alla luce manufatti romani o Romano-Britannici in diverse località associate a Tuathal.
82Agricola mosse guerra alle tribù del Forth, ma i Caledoni attaccarono nella notte l'accampamento della IX Hispana. Agricola riuscì però a respingerli con la cavalleria, dopodiché penetrò ancora più a nord con le sue truppe.
83L'esercito romano si scontrò nella battaglia del Monte Graupio contro l'armata dei Caledoni, guidati da un certo Calgaco. Le truppe di Agricola misero in fuga i nemici, che persero circa 10 000 uomini (i Romani appena 360). Soddisfatto di questi risultati, Agricola prese ostaggi dai Caledoni e poi tornò a sud, nella provincia. Agricola contemporaneamente fece marciare le sue legioni lungo la costa orientale scozzese - creando fortificazioni come Thomshill e Balnageith - forse fino al Moray Firth (vicino Loch Ness) ed oltre, dove svernarono in Forti come quello di Cawdor. Inoltre nominò un prefetto navale che navigasse con la flotta lungo la costa settentrionale, e che riuscì a scoprire e sottomettere le popolazioni delle isole Orcadi (Orcadae) e scorgere l'isola di Thyle (che alcuni identificano nelle isole Shetland o la stessa Islanda). Ciò confermò per la prima volta che la Britannia era effettivamente un'isola.
84Terminata la campagna dell'anno precedente con la vittoria sui Caledoni, che vedeva ormai approssimarsi l'occupazione definitiva dell'intera isola, Agricola fu richiamato in patria e sostituito.

## Conseguenze

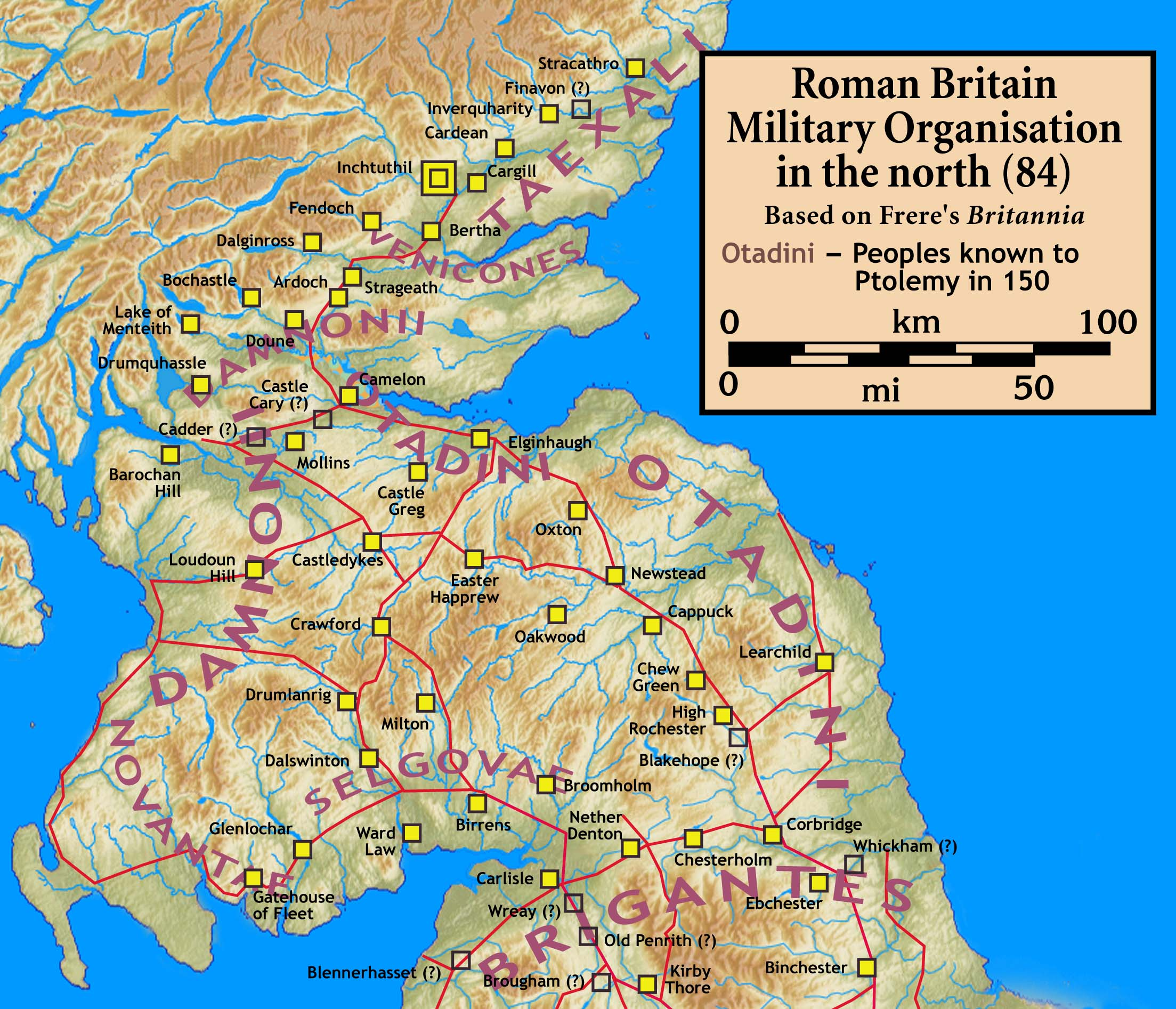
La Caledonia romana nell'84.

Attorno all'88 la linea difensiva appena creata del Gask Ridge nel nord della Scozia fu abbandonata. Le ragioni furono certamente di natura strategico-militare, dovute alla necessità di utilizzare parte delle unità ausiliarie e legionarie della Britannia a vantaggio del fronte europeo continentale, dove stavano succedendosi tutta una serie di guerre, sia con l'occupazione degli Agri decumates (vedi le campagne germaniche negli agri decumates degli anni 83-85), sia a protezione del medio-basso corso del fiume Danubio (vedi le campagne daciche dell'85-89 e quelle suebo-sarmatiche dell'89-97).

### Fonti primarie
- Dione, Storia romana.
- Svetonio, Vite dei Cesari, Domiziano.
- Tacito, De vita et moribus Iulii Agricolae.

### Fonti moderne
- AAVV, Storia del mondo antico, L'impero romano da Augusto agli Antonini, Cambridge University Press, vol. VIII, Milano 1975.
- N.Field, Rome's northern frontier AD 70-235. Beyond Hadrian's wall, Oxford & New York 2005. ISBN 1-84176-832-4
- J.R.Gonzalez, Historia de las legiones romanas, Madrid 2003.
- B.W.Jones, The emperor Domitian, Londra e New York 1993. ISBN 0-415-10195-6
- Y.Le Bohec, L'esercito romano, Roma 1992.
- C.Scarre, Chronicle of the roman emperors, New York, 1999. ISBN 0-500-05077-5.
- C.Scarre, The penguin historical atlas of ancient Rome, London 1995. ISBN 0-14-051329-9
- P.Southern, Domitian, tragic tyrant, Londra e New York 1997. ISBN 0-415-16525-3
- R.Syme, Guerre e frontiere del periodo dei Flavi, in L'impero romano da Augusto agli Antonini, cap.XVI, Cambridge Univ.Press, Milano 1978.
- J.Wacher, Roman Britain, London, Toronto & Melbourne 1980.
- G.Webster, The roman imperial army of the first and second centuries A.D., Oklahoma 1998. ISBN 0-8061-3000-8
- P.Wilcox & J.Embleton, Rome's enemies: Germans and Dacians, Oxford 2004. ISBN 0-85045-473-5.